# Qazim Laçi
Qazim Laçi (* 19. Januar 1996 in Peshkopia) ist ein albanisch-griechischer Fußballspieler, der aktuell bei Sparta Prag und bei der albanischen Nationalmannschaft spielt.

## Karriere

### Verein
Laçi entstammt der Jugendakademie von Olympiakos Piräus. Dort kam er in der Saison 2013/14 zu fünf Einsätzen in der UEFA Youth League und zu vier Toren in 23 U19-Meisterschaftsspielen in Griechenland. In der nächsten Spielzeit schoss er zwölf Tore und legte zwei Tore in insgesamt 35 Partien in diesen beiden Wettbewerben auf. Auch 2015/16 schaffte er den Sprung ins Profiteam noch nicht und kam neben weiteren Junioreneinsätzen jedoch einmal im Pokal zum Einsatz und stand einmal in der Champions League im Kader. Im Sommer 2016 wurde er dann nach Zypern an APOEL Nikosia verliehen. Nachdem er dort jedoch bis zum Januar 2017 zu keinem Einsatz gekommen war, wurde die Leihe beendet und Laçi kehrte zu Piräus zurück. Wenige Tage später wurde er dann an den Ligakonkurrenten Levadiakos verliehen. Dort debütierte er am 14. Januar 2017 (11. Spieltag, nachgeholt) nach Einwechslung bei einer 0:2-Niederlage gegen PAE Veria in der Super League für die Profis. Bis zum Saisonende kam er zu insgesamt zehn Einsätzen für sein Leihteam.
Im Sommer 2017 wechselte er dann auf Leihbasis nach Frankreich zum Zweitligisten AC Ajaccio. Am zweiten Spieltag der Saison 2017/18 debütierte er nach Einwechslung bei einem 2:1-Sieg über Stade Brest in der Ligue 2. Zwei Wochen später schoss er bei einem 2:0-Sieg über den Paris FC sein erstes Tor im Profibereich. Wettbewerbsübergreifend schoss er drei Tore in insgesamt 26 Spielen für Ajaccio. Nach der Saison, in der man in den Aufstiegsplayoffs knapp den Aufstieg verpasste, wurde er von dem Verein von Korsika fest verpflichtet. In der Saison 2018/19 war Laçi aber weiterhin kein Stammspieler und kam lediglich in 22 von 41 Partien zum Einsatz. In der darauf folgenden Spielzeit spielte er jedoch eine wichtige Rolle in der Mannschaft. Er kam auf 30 von 31 möglichen Einsätzen, schoss vier Tore und bereitete weitere drei Tore vor. Auch in der Spielzeit 2020/21 war er weiterhin gesetzt und spielte dabei 37 Spiele, wobei er einmal traf. Bei Ajaccio wurde er sowohl zentral, als auch defensiv und offensiv im Mittelfeld eingesetzt. Mit seinem Verein schaffte er in der Saison 2021/22 den Aufstieg in die Ligue 1. Er kam in jener Spielzeit auf 34 Spiele, drei Tore und eine Vorlage. Direkt am ersten Spieltag kam er zu seinem Debüt in der Ligue 1, als er spät für Thomas Mangani eingewechselt wurde, der seinen Stammplatz in der höheren Spielklasse mehr oder weniger übernahm. So kam er nur zu neun Einsätzen bis Januar 2023.
Daraufhin wechselte er nach fünfeinhalb Jahren bei Ajaccio nach Tschechien zu Sparta Prag.

### Nationalmannschaft
Laçi kam im Oktober 2012 zu einem Einsatz für die U17-Nationalmannschaft Albaniens. Von Mai bis November 2014 spielte er dann dreimal für die U19-Junioren. Ende des Jahres 2015 kam er zu seinen ersten Länderspielen für die U21-Mannschaft in einer Reihe von U21-EM-Qualifikationsspielen. Insgesamt spielte er für das U21-Team 20 Mal in Qualifikations- und Freundschaftsspielen, wobei er einmal ein Tor schoss.
Am 7. September 2020 debütierte Laçi schließlich für die A-Nationalmannschaft, als er gegen Litauen in der Nations League über die vollen 90 Minuten auf dem Rasen stand. Mit seinem Land schaffte er den Aufstieg in die höhere Nations League B. Bei einem 5:0-Sieg über San Marino gelang ihm sein erster Treffer für die Nationalmannschaft in der WM-Qualifikation. Als Tabellendritter verpasste er mit seiner Nation nur knapp die Chance an der WM 2022 teilzunehmen. Auch in der Nationalmannschaft spielt er im Mittelfeld sehr flexibel, sowohl zentral, als auch offensiv oder defensiv.

## Erfolge
Nationalmannschaft
- Aufsteiger in die Nations League B: 2021

Olympiakos Piräus
- Griechischer Meister: 2015, 2016
- Griechischer Pokalsieger: 2015

AC Ajaccio
- Zweiter der Ligue 2 und Aufstieg in die Ligue 1: 2022

Sparta Prag
- Tschechischer Meister 2022/23 und 2023/24
- Tschechischer Pokalsieger 2023/24